# Pedro Tafur

Firma de Pedro Tafur.

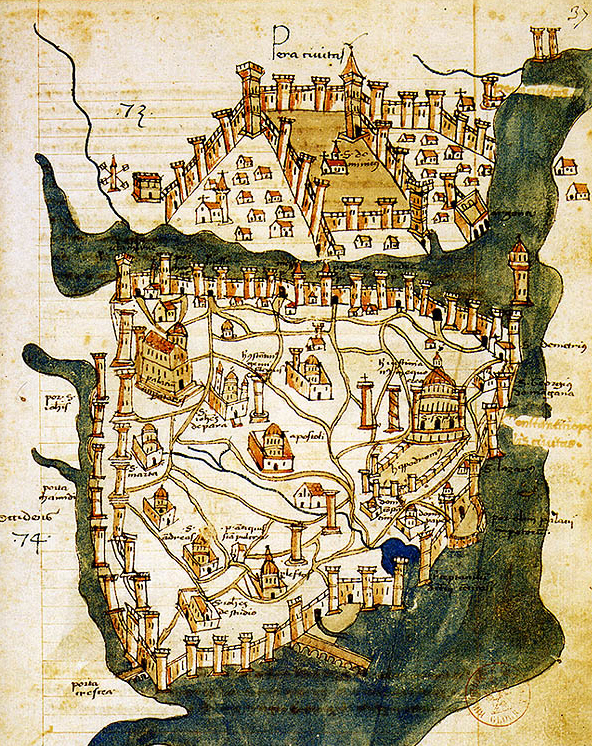
Mapa de Constantinopla de 1422.

Pedro Tafur (Sevilla, circa 1405/1409-c. 1480) fue un viajero y escritor castellano, veinticuatro de su ciudad natal, conocido por su obra Andanzas y viajes, escrita hacia 1454, en la que relata un periplo realizado entre 1436 y 1439 por gran parte de Europa (Estrasburgo, Bruselas, Maguncia, Bohemia, Viena, Venecia, Suiza, Hungría) y otros lugares del Mediterráneo, como Creta, Rodas, Chipre, Quíos, Egipto y Oriente Próximo (de Tierra Santa hasta Esmirna, Trebisonda y Crimea, entrevistándose con el sultán del Imperio otomano Murad II), incluyendo Roma y Constantinopla (Bizancio), poco antes de su caída a manos islámicas, donde entabló contacto con Juan VIII Paleólogo, de quien Tafur se consideraba pariente.

## Biografía
Según el propio Pedro Tafur, él era «castellano natural de Sevilla», y pese a que sus primeros editores lo consideraron cordobés, es la tesis más aceptada por los estudiosos según declara Pérez Priego en su edición crítica de 2009.

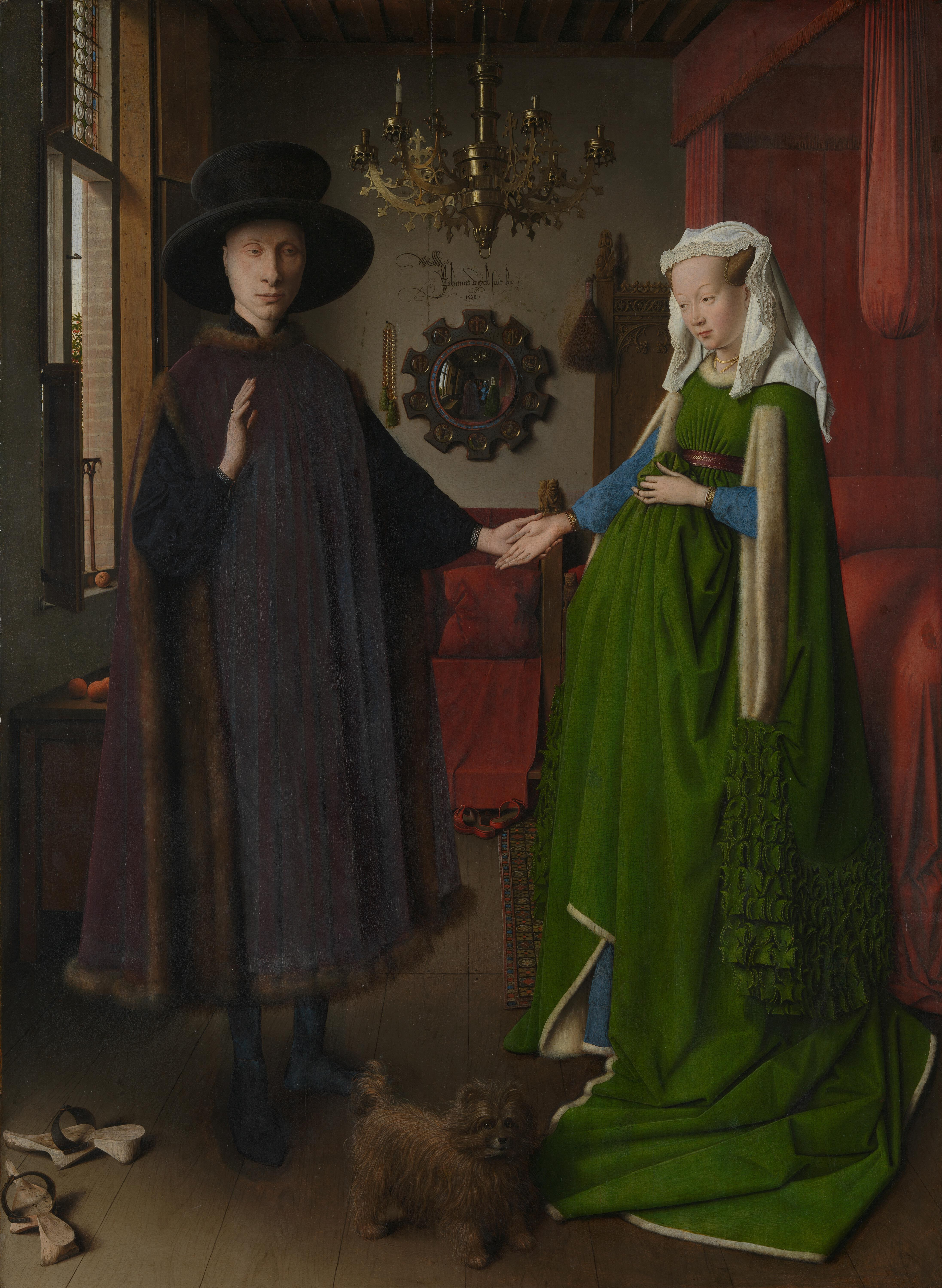
Brujas fue una de las ciudades que visitó Pedro Tafur en 1438. Pocos años antes (1434) había pintado allí Jan Van Eyck su conocido Retrato de los esposos Arnolfini.

Su vida se desarrolló entre la alta nobleza del siglo XV. Fue criado en la casa de Luis González de Guzmán, nieto del rey Enrique II de Castilla y maestre de la Orden de Calatrava, relacionándose personalmente con el Juan II de Castilla. Allí mantuvo relación con Fernando de Guzmán, futuro comendador de Calatrava a quien dedicó sus Andanzas y viajes. Bajo las banderas   del rey castellano combatió hacia 1430 en la frontera de Jaén contra el Reino de Granada. Llegó a ser nombrado veinticuatro de la ciudad de Sevilla. 
Comenzó su viaje en otoño de 1436, tras luchar en el sitio de Gibraltar a las órdenes del conde de Niebla Enrique de Guzmán y regresó en primavera de 1439, tras su encuentro en Florencia con el papa Eugenio IV de comienzos de ese año. Recorrió tres continentes deseoso de conocer mundo y vivir aventuras, según el mismo cuenta. Por el camino participó en batallas, conoció los santos lugares e incluso realizó labores diplomáticas. A su vuelta se casó con Juana de Horozco con la que tuvo tres hijos, y quizá había tenido otros de un anterior matrimonio con Francisca de Aguayo, entre los que se conoce a Constanza Tafur. fijó su residencia en Córdoba, con tres esclavos traídos de Caffa a su servicio.
Antes de su viaje ya era caballero de la Orden de la Escama, cuyo collar dorado lució por las cortes europeas que visitó. Durante su viaje recibió otras órdenes de caballería: Juan II de Chipre le concedió su orden soberana, y Alberto II del Sacro Imperio Romano Germánico la Orden del Dragón, la del Águila de Austerlitz y la del Tusenique (toalla de Bohemia).
Más de una década más tarde, hacia 1454, escribió un libro titulado Tractado de las andanças e viajes (inédito hasta 1874), que es uno de los pocos ejemplos de libro de viajes medievales que se conocen en España junto al de Ruy González de Clavijo. De esta obra la historiografía ha destacado fundamentalmente el valor documental de su descripción de la ciudad de Roma o Bizancio así como los detalles de su encuentro con el viajero italiano Niccolò Da Conti.
En 1469 se comprometió con el señor de Aguilar Alfonso Fernández de Córdoba (probablemente hermano mayor del Gran Capitán) a mantener la ciudad por el partido de Enrique IV frente a los ataques de sus enemigos, en pleno conflicto sucesorio a la muerte del infante Alfonso por los derechos al trono disputados entre las infantas Juana e Isabel, que ese mismo año se casaba con Fernando II de Aragón. Posiblemente en esta época fuera nombrado veinticuatro, cargo que ostentó hasta 1480. En 1476 sería uno de los tenedores de la veinticuatría que ocuparon Fuente Obejuna para Córdoba, tras los disturbios ocasionados por el comendador de Calatrava Fernán Pérez de Guzmán, acontecimientos históricos que están en la base de la comedia sobre el caso de Lope de Vega. Hasta 1479 hay constancia documental de actividad suya, pero en 1480 desaparece su nombre de los registros de las actas capitulares de Córdoba en las que figuraba asiduamente hasta ese momento y en 1484 testimonios de su mujer confirman que ya había muerto.

## LasAndanzas y viajes

El año en que Pedro Tafur comenzó su viaje por el mundo, fijando su centro neurálgico en Venecia, en Florencia, que también visitó Tafur, se terminaba la cúpula de la catedral de Santa María del Fiore, una de las obras clave del Renacimiento. Según su testimonio en Florencia halló al papa y al emperador «E estuve aquí ocho días mirando la cibdad, la cual es una de las más fermosas de la cristiandad, así en fermosura como en grandeça como en riqueça e regimiento. (...) La iglesia mayor desta cibdad es muy notable e de grandes edeficios, mayormente la torre que está a la puerta, toda fasta arriba de imagenería de mármol.»

La obra por la que Pedro Tafur adquirió nombradía es un libro de viajes titulado Andanzas y viajes de Pedro Tafur por diversas partes del mundo habidos, escrito hacia 1454. En él relata su recorrido realizado quince años antes a través de los tres continentes conocidos en su época, y describió tanto las poblaciones (de las que le interesaron especialmente las ciudades) como las costumbres de sus habitantes. También observó la naturaleza y la fauna, en muchas ocasiones exótica para un europeo. No deja de reseñar la política, sociedad, industria y comercio de las tierras que recorrió, contextualizando históricamente estos aspectos en la medida de sus conocimientos y de la información que recibía.
Según señala Francisco Javier Villalba el libro de viajes o aventuras de Tafur carece de calidad literaria y no está escrito por un verdadero historiador. Relata sus viajes utilizando una prosa simple, primitiva e ingenua, carente de la ambición y la cultura de la gran literatura, pero que lejos de ser tosca y monótona, trasluce una inteligencia viva y un agudo sentido de la observación, lo que le aporta frescura a su estilo, plagado de detalles curiosos. En resumen, su obra es considerada generalmente como un libro de viajes, interesante por ser de los pocos medievales que se han conservado en España, pero atípico, entre otras razones por la distancia temporal transcurrida entre la realización del itinerario y su redacción.